# Apatania devisaraspali
Apatania devisaraspali är en nattsländeart som beskrevs av Schmid 1968. Apatania devisaraspali ingår i släktet Apatania och familjen Apataniidae. Inga underarter finns listade i Catalogue of Life.